# اورتیلوش
اورتیلوش (به مجاری: Őrtilos) یک شهرداری در مجارستان است که در ناحیه چورگو واقع شده‌است. اورتیلوش ۲۱٫۱۲ کیلومتر مربع مساحت و ۶۶۸ نفر جمعیت دارد.